# Norton Nascimento
Norton Nascimento (* 4. Januar 1962 in Belém; † 21. Dezember 2007 in São Paulo) war ein brasilianischer Schauspieler. Er war leidenschaftlicher Basketballspieler.
Nacimento begann seine Karriere als Schauspieler 1987 im Schultheater. Bereits ein Jahr später ging er zum brasilianischen Fernsehen und arbeitete dort bis zu seinem Tod. Berühmt wurde er hauptsächlich durch seine Auftritte in brasilianischen Fernsehserien. Er spielte allerdings auch in einigen Kinofilmen in kleineren Nebenrollen mit.
Nascimento war schwer herzkrank, er hatte im Jahr 2003 eine Herztransplantation.

## Filmografie (Auswahl)
- 1995: Carlota Joaquina - Princesa do Brazil
- 1998: Drama Urbano
- 1999: Até que a Vida nos Separe
- 2004: Araguaya - A Conspiração do Silêncio